# Agrupación de los Republicanos
La Agrupación de los Republicanos (en francés: Rassemblement des Républicains; abreviado RDR) es un partido liberal en Costa de Marfil. Es el partido gobernante del país; El líder del partido, Alassane Ouattara, es el actual presidente de Costa de Marfil.

## Historia
El RDR, que tiene la mayor parte de su apoyo en el norte del país, se formó como una escisión liberal del partido gobernante, el Partido Democrático de Costa de Marfil (PDCI), a mediados de 1994. Djéni Kobina se convirtió en el secretario general del nuevo partido. 
El RDR celebró su primer congreso ordinario del 2 al 3 de julio de 1995. Tras la muerte de Kobina, el partido celebró su primer congreso extraordinario en enero de 1999 para elegir un nuevo Secretario General. Alassane Ouattara fue elegido presidente de la RDR el 1 de agosto de 1999 en el segundo congreso extraordinario del partido.
El 18 de mayo de 2005, a pesar de su historial de hostilidad, el RDR y el PDCI firmaron un acuerdo para formar una coalición, la Agrupación de Houphouëtistas por la Democracia y la Paz, junto con dos partidos más pequeños, la Unión por la Democracia y la Paz en Costa de Marfil (UDPCI) y el Movimiento de las Fuerzas del Futuro (MFA).
Ouattara fue designado como candidato presidencial del RDR en su Segundo Congreso Ordinario del 1 al 3 de febrero de 2008 y también fue reelegido como presidente del RDR por otros cinco años.
Ouattara ganó las elecciones presidenciales de 2010, con lo cual el RDR se convirtió oficialmente en el partido de gobierno. 
En el Tercer Congreso Ordinario de la RDR del 9 al 10 de septiembre de 2017, se esperaba que Ouattara fuera reelegido presidente de la RDR, pero en cambio propuso a Henriette Diabaté para el cargo, y ella fue debidamente elegida por aclamación. Kandia Camara fue designada como secretaria general y Amadou Gon Coulibaly como primer vicepresidente.
El partido dispone de una organización femenina denominada Agrupación de Mujeres Republicanas.